# Sertularella obtusa
Sertularella obtusa is een hydroïdpoliep uit de familie Sertulariidae. De poliep komt uit het geslacht Sertularella. Sertularella obtusa werd in 1931 voor het eerst wetenschappelijk beschreven door Stechow. 